# Lucas Auer
Lucas Auer (Tyrol, Austria, 11 de septiembre de 1994) es un piloto de automovilismo austriaco. Es piloto de Mercedes-AMG en DTM, donde ha ganado múltiples carreras, y otros campeonatos. En 2024 fue campeón de GT World Challenge Europe Sprint Cup, siendo su primer título en GT3. Fue miembro del Red Bull Junior Team durante un año.

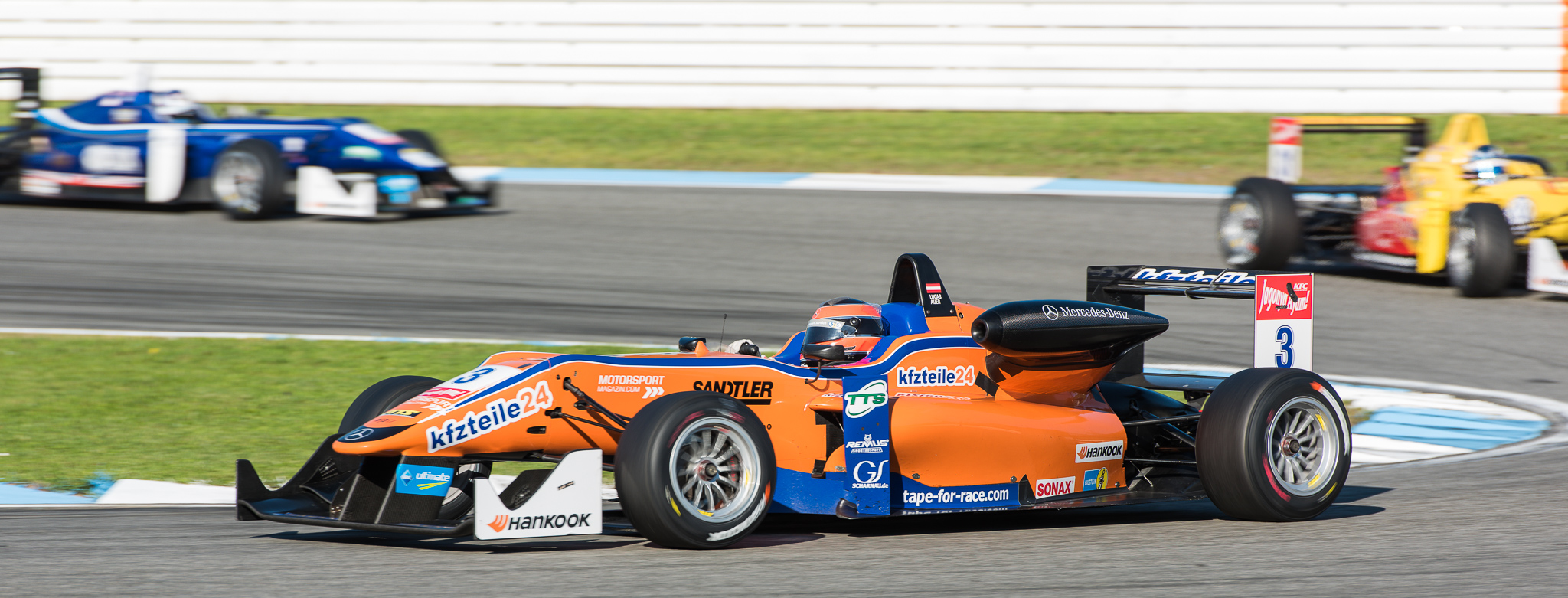
Lucas Auer en Fórmula 3 Europea 2014.

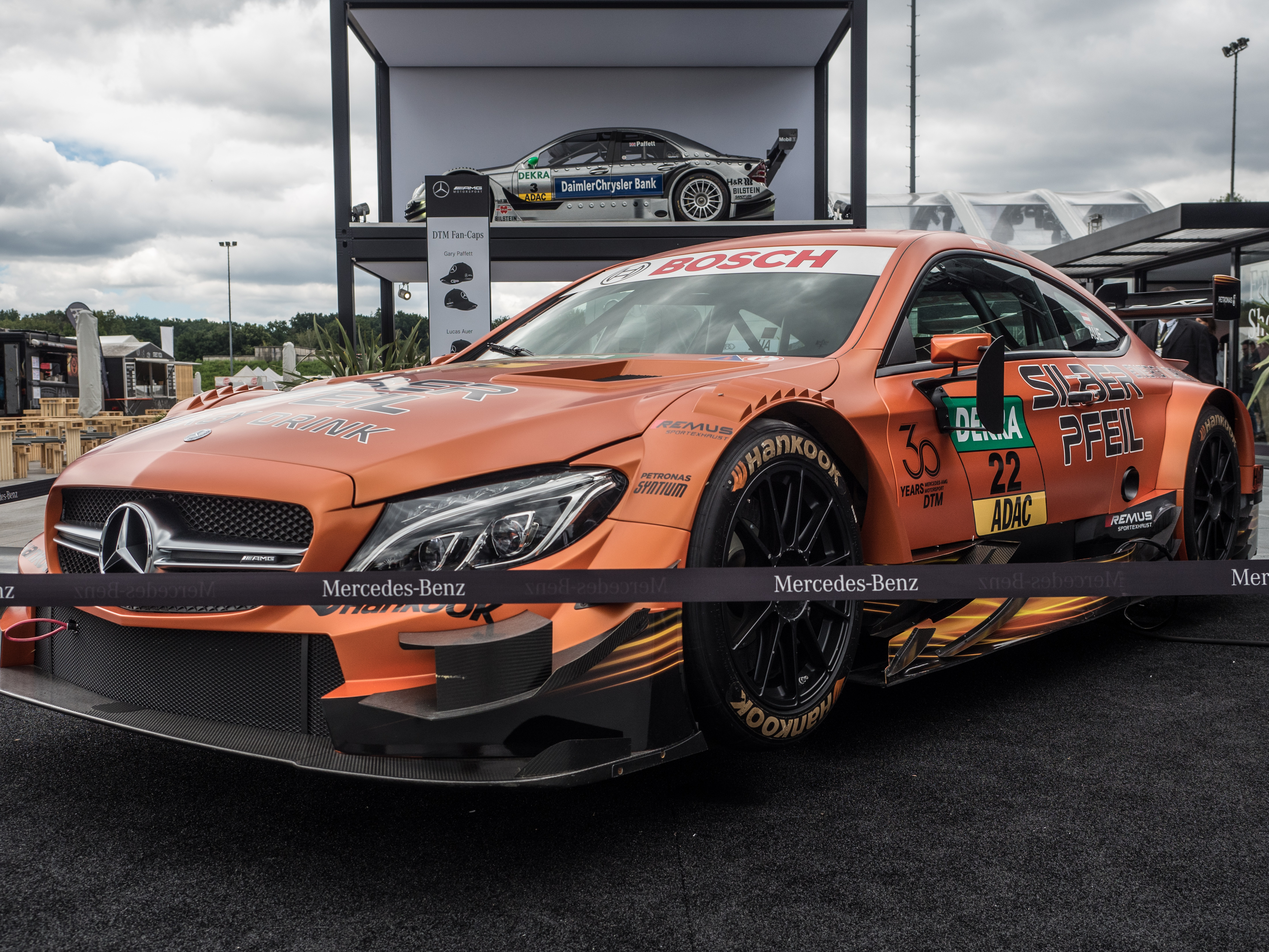
Automóvil con el que Auer compitió la temporada 2018 de DTM, previo a una carrera.

## Resumen de carrera
| Temporada | Categoría                                 | Equipo                                     | Carreras     | Victorias    | Poles        | VR           | Podios       | Puntos       | Pos.         |
| --------- | ----------------------------------------- | ------------------------------------------ | ------------ | ------------ | ------------ | ------------ | ------------ | ------------ | ------------ |
| 2011      | JK Racing Asia Series                     | EuroInternational                          | 18           | 7            | 6            | 9            | 17           | 292          | 1.º          |
| 2012      | Toyota Racing Series                      | Giles Motorsport                           | 15           | 0            | 2            | 0            | 2            | 589          | 6.º          |
| 2012      | Fórmula 3 Alemana                         | Van Amersfoort Racing                      | 27           | 2            | 2            | 4            | 11           | 298          | 2.º          |
| 2012      | Campeonato Europeo de Fórmula 3 de la FIA | Van Amersfoort Racing                      | 2            | 0            | 0            | 0            | 0            | 0            | NC‡          |
| 2013      | Toyota Racing Series                      | Giles Motorsport                           | 15           | 2            | 3            | 4            | 6            | 797          | 3.º          |
| 2013      | Campeonato Europeo de Fórmula 3 de la FIA | Prema Powerteam                            | 30           | 1            | 0            | 2            | 8            | 277          | 4.º          |
| 2014      | Campeonato Europeo de Fórmula 3 de la FIA | kfzteile24 Mücke Motorsport                | 33           | 3            | 1            | 2            | 13           | 365          | 4.º          |
| 2015      | Deutsche Tourenwagen Masters              | ART Grand Prix                             | 17           | 0            | 1            | 0            | 0            | 18           | 23.º         |
| 2016      | Deutsche Tourenwagen Masters              | Mercedes-Benz DTM Team Mücke               | 18           | 1            | 2            | 0            | 2            | 68           | 12.º         |
| 2017      | Deutsche Tourenwagen Masters              | Mercedes-AMG Motorsport BWT                | 18           | 3            | 3            | 0            | 4            | 136          | 6.º          |
| 2017      | ADAC GT Masters                           | BWT Mücke Motorsport                       | 4            | 1            | 0            | 0            | 2            | 55           | 17.º         |
| 2018      | Deutsche Tourenwagen Masters              | SILBERPFEIL Energy Mercedes-AMG Motorsport | 20           | 0            | 3            | 2            | 4            | 121          | 7.º          |
| 2018      | Blancpain GT Series Endurance Cup         | Strakka Racing                             | 1            | 0            | 0            | 0            | 0            | 4            | 42.º         |
| 2018      | International GT Open                     | Drivex School                              | 2            | 0            | 0            | 0            | 1            | 0            | NC‡          |
| 2018      | International GT Open - Pro-Am            | Drivex School                              | 2            | 1            | 0            | 0            | 1            | 0            | NC‡          |
| 2019      | Campeonato de Super Fórmula Japonesa      | B-Max Racing with Motopark                 | 7            | 0            | 0            | 1            | 1            | 14           | 9.º          |
| 2019      | Toyota Racing Series                      | M2 Competition                             | 15           | 1            | 3            | 1            | 7            | 270          | 3.º          |
| 2019      | ADAC GT Masters                           | Team Zakspeed BKK Mobil Oil Racing         | 2            | 0            | 0            | 0            | 0            | 13           | 30.º         |
| 2019      | Blancpain GT Series Endurance Cup         | Mercedes-AMG Team GruppeM Racing           | 1            | 0            | 0            | 0            | 0            | 10           | 22.º         |
| 2019      | Intercontinental GT Challenge             | Mercedes-AMG Team GruppeM Racing           | 1            | 0            | 0            | 1            | 0            | 4            | 23.º         |
| 2020      | Deutsche Tourenwagen Masters              | BMW Team RMR                               | 18           | 1            | 0            | 0            | 2            | 51           | 12.º         |
| 2021      | Deutsche Tourenwagen Masters              | Mercedes-AMG Team Winward                  | 16           | 2            | 1            | 1            | 4            | 152          | 5.º          |
| 2021      | GT World Challenge Europe Endurance Cup   | AKKA ASP Team                              | 1            | 0            | 0            | 0            | 0            | 1            | 32.º         |
| 2021      | Intercontinental GT Challenge             | Mercedes-AMG Team AKKA ASP                 | 1            | 0            | 0            | 0            | 0            | 4            | 19.º         |
| 2022      | Deutsche Tourenwagen Masters              | Mercedes-AMG Team Winward                  | 16           | 2            | 2            | 1            | 4            | 153          | 2.º          |
| 2022      | GT World Challenge Europe Endurance Cup   | Winward Racing                             | 5            | 0            | 0            | 0            | 0            | 0            | NC           |
| 2022      | WeatherTech SportsCar Championship - GTD  | Winward Racing                             | 1            | 0            | 1            | 0            | 0            | 285          | 54.º         |
| 2022      | Intercontinental GT Challenge             | Mercedes-AMG GruppeM Racing                | 1            | 0            | 1            | 0            | 0            | 0            | NC‡          |
| 2023      | Deutsche Tourenwagen Masters              | Mercedes-AMG Team Winward                  | 16           | 0            | 0            | 1            | 2            | 111          | 9.º          |
| 2023      | WeatherTech SportsCar Championship - GTD  | Winward Racing                             | 1            | 0            | 0            | 0            | 0            | 0            | NC           |
| 2023      | GT World Challenge Europe Endurance Cup   | GetSpeed                                   | 1            | 0            | 0            | 0            | 0            | 3            | 25.º         |
| 2023      | GT World Challenge Europe Endurance Cup   | Mercedes-AMG Team Al Manar                 | 1            | 0            | 0            | 0            | 0            | 3            | 25.º         |
| 2023      | Intercontinental GT Challenge             | Mercedes-AMG Team Al Manar                 | 1            | 0            | 0            | 0            | 0            | 20           | 18.º         |
| 2023      | Intercontinental GT Challenge             | Mercedes-AMG Team GruppeM Racing           | 1            | 0            | 0            | 0            | 0            | 20           | 18.º         |
| 2024      | Deutsche Tourenwagen Masters              | Mercedes-AMG Team Mann-Filter              | 16           | 0            | 0            | 0            | 1            | 116          | 10.º         |
| 2024      | Nürburgring Langstrecken-Serie - SP9      | Mercedes-AMG Team Landgraf                 | 1            | 0            | 0            | 0            | 1            | ?            | ?            |
| 2024      | Nürburgring Langstrecken-Serie - SP9      | Mercedes-AMG Team GetSpeed                 | 2            | 0            | 0            | 0            | 0            | ?            | ?            |
| 2024      | 24 Horas de Nürburgring - SP9             | Mercedes-AMG Team GetSpeed                 |              |              |              |              |              |              | DNF          |
| 2024      | Intercontinental GT Challenge             | Mercedes-AMG Team GetSpeed                 | 1            | 0            | 0            | 0            | 0            | 0            | NC           |
| 2024      | Intercontinental GT Challenge             | 75 Express                                 | 1            | 0            | 0            | 0            | 0            | 0            | NC           |
| 2024      | Intercontinental GT Challenge             | Mercedes-AMG Team Mann-Filter              | 1            | 0            | 0            | 0            | 0            | 0            | NC           |
| 2024      | GT World Challenge Europe Endurance Cup   | Mercedes-AMG Team Mann-Filter              | 5            | 1            | 0            | 1            | 2            | 48           | 6.º          |
| 2024      | GT World Challenge Europe Sprint Cup      | Winward Racing Team Mann-Filter            | 10           | 3            | 1            | 1            | 8            | 116.5        | 1.º          |
| 2024      | GT World Challenge America - Pro-Am       | SunEnergy1 Racing                          | 1            | 0            | 0            | 0            | 0            | 0            | NC‡          |
| 2024-25   | Asian Le Mans Series - GT                 | Climax Racing                              | Disputándose | Disputándose | Disputándose | Disputándose | Disputándose | Disputándose | Disputándose |
| 2025      | IMSA SportsCar Championship - GTD         | Winward Racing                             | Disputándose | Disputándose | Disputándose | Disputándose | Disputándose | Disputándose | Disputándose |
| Fuente:   |                                           |                                            |              |              |              |              |              |              |              |

- ‡ Como Auer era un piloto invitado, él era inelegible para los puntos del campeonato.

## Resultados

### Deutsche Tourenwagen Masters
(Clave) (negrita indica pole position) (cursiva indica vuelta rápida)

| Año     | Equipo                                     | Automóvil                | 1         | 2         | 3        | 4         | 5         | 6         | 7         | 8        | 9        | 10       | 11        | 12       | 13        | 14        | 15       | 16        | 17       | 18        | 19        | 20       | Pos. | Puntos |
| ------- | ------------------------------------------ | ------------------------ | --------- | --------- | -------- | --------- | --------- | --------- | --------- | -------- | -------- | -------- | --------- | -------- | --------- | --------- | -------- | --------- | -------- | --------- | --------- | -------- | ---- | ------ |
| 2015    | ART Grand Prix                             | DTM AMG Mercedes C-Coupé | HOC 1 Ret | HOC 2 DNS | LAU 1 21 | LAU 2 Ret | NOR 1 15  | NOR 2 9   | ZAN 1 17  | ZAN 2 20 | SPL 1 21 | SPL 2 6  | MSC 1 13  | MSC 2 19 | OSC 1 15  | OSC 2 17  | NÜR 1 6  | NÜR 2 19  | HOC 1 16 | HOC 2 19  |           |          | 23.º | 18     |
| 2016    | Mercedes-Benz DTM Team Mücke               | Mercedes-AMG C63 DTM     | HOC 1 17† | HOC 2 15† | SPL 1 21 | SPL 2 16  | LAU 1 7   | LAU 2 1   | NOR 1 13  | NOR 2 5  | ZAN 1 12 | ZAN 2 9  | MSC 1 18  | MSC 2 10 | NÜR 1 7   | NÜR 2     | HUN 1 15 | HUN 2 15  | HOC 1 18 | HOC 2 16  |           |          | 12.º | 68     |
| 2017    | Mercedes-AMG Motorsport BWT                | Mercedes-AMG C63 DTM     | HOC 1     | HOC 2 4   | LAU 1    | LAU 2 10  | HUN 1 12  | HUN 2 Ret | NOR 1 Ret | NOR 2    | MSC 1 6  | MSC 2 8  | ZAN 1 15  | ZAN 2 14 | NÜR 1     | NÜR 2 13  | SPL 1 8  | SPL 2 Ret | HOC 1 8  | HOC 2 10  |           |          | 6.º  | 136    |
| 2018    | SILBERPFEIL Energy Mercedes-AMG Motorsport | Mercedes-AMG C63 DTM     | HOC 1 2   | HOC 2 15  | LAU 1 4  | LAU 2 14  | HUN 1 2   | HUN 2 DSQ | NOR 1 7   | NOR 2 5  | ZAN 1 3  | ZAN 2 9  | BRH 1 3   | BRH 2 8  | MIS 1 Ret | MIS 2 Ret | NÜR 1 11 | NÜR 2 18† | SPL 1 6  | SPL 2 Ret | HOC 1 Ret | HOC 2 16 | 7.º  | 121    |
| 2020    | BMW Team RMR                               | BMW M4 Turbo DTM         | SPA 1 7   | SPA 2 8   | LAU 1 12 | LAU 2 14  | LAU 1 12  | LAU 2 1   | ASS 1 11  | ASS 2 10 | NÜR 1 12 | NÜR 2 11 | NÜR 1 12  | NÜR 2 13 | ZOL 1 12  | ZOL 2 3   | ZOL 1 11 | ZOL 2 Ret | HOC 1 12 | HOC 2 16  |           |          | 12.º | 51     |
| 2021    | Mercedes-AMG Team Winward                  | Mercedes-AMG GT3 Evo     | MNZ 1 12  | MNZ 2 3   | LAU 1 6  | LAU 2 9   | ZOL 1 9   | ZOL 2 5   | NÜR 1 11  | NÜR 2 6  | RBR 1 8  | RBR 2 5  | ASS 1 10  | ASS 2 1  | HOC 1 Ret | HOC 2 1   | NOR 1 6  | NOR 2     |          |           |           |          | 5.º  | 152    |
| 2022    | Mercedes-AMG Team Winward                  | Mercedes-AMG GT3 Evo     | ALG 1     | ALG 2 22  | LAU 1 3  | LAU 2 8   | IMO 1 Ret | IMO 2 4   | NOR 1 Ret | NOR 2 13 | NÜR 1 5  | NÜR 2 3  | SPA 1 Ret | SPA 2 4  | RBR 1 4   | RBR 2 6   | HOC 1    | HOC 2 7   |          |           |           |          | 2.º  | 153    |
| 2023    | Mercedes-AMG Team Winward                  | Mercedes-AMG GT3 Evo     | OSC 1 16  | OSC 2 10  | ZAN 1 6  | ZAN 2 Ret | NOR 1 4   | NOR 2 11  | NÜR 1 2   | NÜR 2 3  | LAU 1 4  | LAU 2 6  | SAC 1 Ret | SAC 2 15 | RBR 1 15  | RBR 2 11  | HOC 1 15 | HOC 2 8   |          |           |           |          | 9.º  | 111    |
| 2024    | Mercedes-AMG Team Mann-Filter              | Mercedes-AMG GT3 Evo     | OSC 1 6   | OSC 2 11  | LAU 1 4  | LAU 2 10  | ZAN 1 5   | ZAN 2 Ret | NOR 1 Ret | NOR 2 10 | NÜR 1 4  | NÜR 2 12 | SAC 1 12  | SAC 2 12 | RBR 1 7   | RBR 2 Ret | HOC 1 2  | HOC 2 8   |          |           |           |          | 10.º | 116    |
| Fuente: |                                            |                          |           |           |          |           |           |           |           |          |          |          |           |          |           |           |          |           |          |           |           |          |      |        |

- † El piloto se retiró, pero se clasificó al completar el 90% de la distancia de carrera del ganador.

### Campeonato de Super Fórmula Japonesa
(Clave) (negrita indica pole position) (cursiva indica vuelta rápida)

| Año     | Equipo              | 1     | 2      | 3     | 4       | 5     | 6     | 7      | Pos. | Puntos |
| ------- | ------------------- | ----- | ------ | ----- | ------- | ----- | ----- | ------ | ---- | ------ |
| 2019    | B-MAX with Motopark | SUZ 7 | AUT 11 | SUG 3 | FUJ Ret | MOT 7 | OKA 5 | SUZ 11 | 9.º  | 14     |
| Fuente: |                     |       |        |       |         |       |       |        |      |        |